# Campaspe
Campaspe (Καμπάσπη) —también conocida como Pancaspe o Pancaste— fue «una joven tesalia de Larisa» (Claudio Eliano, Ποικίλη ἱστορία: XII, 7), concubina de Alejandro Magno (cum qua primum Alexander rem habuisse dicitur -con quien se dice que Alejandro tuvo una primera aventura) y modelo de Apeles para su Venus Anadiomena.

## La mayor hazaña deAlejandro Magno

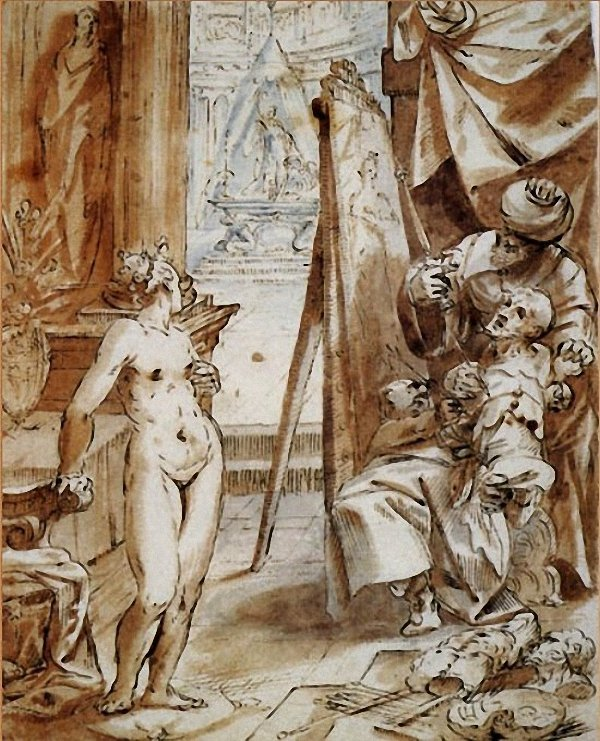
Joos van Winghe. Apeles pinta a Campaspe (estudio).

Según Plinio el Viejo (XXXV, 79-97), cuando Alejandro vio el desnudo terminado, llegó a la conclusión de que Apeles amaba seguramente a la joven más que él, así que le entregó a Campaspe por esposa y se quedó con la obra.
Lope de Vega lo llamaría «la mayor hazaña de Alejandro Magno»:
《Yo te doy a mi Campaspe,
que es como arrancarme el alma.
Y darela dando fin
a todas mis esperanzas.
Yo te la doy por esposa,
que, en dando esta prenda, nada
tiene mi poder que dar;
todo con ella se acaba.》

## Venus saliendo del mar
Sea como fuese, la icónica imagen de Venus saliendo del mar ha inspirado a artistas como Botticelli (c. 1445-1510), Antonio Lombardo (1458-1516), Tiziano (c. 1480-1576), Ingres (1780-1867) o el británico John William Godward (1861-1922), entre otros.
Teatro
- Calderón de la Barca, Pedro (1651). Darlo todo y no dar nada.
- Lyly, John (1584). Alejandro y Campaspe. Londres.
- Vega Carpio, Lope Félix de. Alejandro y Campaspe.

## Esculturas
| Obra | Autor         | Fecha | Material | Localización            |
| ---- | ------------- | ----- | -------- | ----------------------- |
|      | Auguste Ottin | 1883  | Mármol   | Museo del Louvre, París |